# Afazja przewodzeniowa
Afazja przewodzeniowa – względnie rzadka postać afazji spowodowana uszkodzeniem włókien nerwowych łączących pole Broki i pole Wernickego. Uważano, że pęczek łukowaty jest tym łącznikiem, ale niedawne odkrycia wskazują, że torebka ostatnia może łączyć pole Broki z polem Wernickego.

## Objawy
Pacjenci z afazją przewodzeniową wykazują następujące cechy:
- płynna mowa
- dobre rozumienie mowy
- trudności w czytaniu
- znaczącą niedogodnością są powtórzenia
- wiele parafazji fonemicznych
- częste transpozycje dźwięków w obrębie słowa